# ويلبر دي باريس
ويلبر دي باريس (بالإنجليزية: Wilbur de Paris)‏ هو قائد فرقة ‏ وعازف جاز وملحن أمريكي، ولد في 11 يناير 1900 في كروفوردسفيل في الولايات المتحدة، وتوفي في 3 يناير 1973.

## وصلات خارجية
- ويلبر دي باريس على موقع IMDb (الإنجليزية)
- ويلبر دي باريس على موقع ميوزك برينز (الإنجليزية)
- ويلبر دي باريس على موقع أول ميوزيك (الإنجليزية)
- ويلبر دي باريس على موقع ديسكوغز (الإنجليزية)